# Sérvio Sulpício Rufo (tribuno consular em 388 a.C.)
Sérvio Sulpício Rufo (em latim: Servius Sulpicius Rufus) foi um político da gente Sulpícia nos primeiros anos da República Romana, eleito tribuno consular por três vezes, em 388, 384 e 383 a.C..

## Primeiro tribunato consular (388 a.C.)
Em 388 a.C. foi eleito tribuno consular com Quinto Servílio Fidenato, Tito Quíncio Cincinato Capitolino, Lúcio Lucrécio Tricipitino Flavo, Lúcio Aquilino Corvo e Lúcio Júlio Julo.
Os tribunos lideraram os romanos em uma série de raides contra o territórios dos équos e de Tarquínia, onde atacaram Cortuosa e Contenebra, que foram saqueadas.
Enquanto isso, em Roma, os tribunos da plebe tentaram levantar a discussão sobre a subdivisão dos Pântanos Pontinos, capturados dos volscos no ano anterior.

## Segundo tribunato consular (384 a.C.)
Em 384 a.C., foi eleito novamente, desta vez com Marco Fúrio Camilo, Caio Papírio Crasso, Públio Valério Potito Publícola, Sérvio Cornélio Maluginense e Tito Quíncio Cincinato Capitolino.
O ano de 384 a.C. foi marcado pelo processo contra Marco Mânlio Capitolino e que terminou, tragicamente, com sua condenação à morte na Rocha Tarpeia. Marco era um grande adversário de Camilo e o acusava de querer ser rei, justamente a acusação que o levaria à morte.

## Terceiro tribunato consular (383 a.C.)
Em 383 a.C., foi eleito pela terceira vez, com Aulo Mânlio Capitolino, Lúcio Emílio Mamercino, Lúcio Valério Publícola, Lúcio Lucrécio Tricipitino Flavo e Marco Trebônio.
Em Roma chegaram diversas notícias de revoltas, dos sobreviventes volscos, dos prenestinos, outra entre os habitantes de Lanúvio, contra os quais foi declarada a guerra, mas que não pôde ser travada naquele ano por conta de mais uma epidemia e da fome resultante que se abateu sobre Roma.